# Biserica „Sfinții Arhangheli Mihail și Gavriil” din Petrușeni
Biserica „Sf. Arhangheli Mihail și Gavriil” este o biserică amplasată în Petrușeni, raionul Rîșcani, Republica Moldova. Este un monument arhitectural de importanță națională inclus în Registrul monumentelor Republicii Moldova ocrotite de stat cu nr. 2182 (raionul Rîșcani). Datează din 1702.